# سباستيان غوميز
سباستيان غوميز (1 نوفمبر 1983 بمونتفيدو في الأوروغواي - ) هو لاعب كرة قدم أندوري في مركز الهجوم. شارك مع منتخب أندورا لكرة القدم. أما مع النوادي، فقد لعب مع سانت جوليا ونادي سانتا كولوما وCE Principat ‏ وFC Rànger's ‏.

## وصلات خارجية
- سباستيان غوميز على موقع الاتحاد الدولي (مؤرشف)  (الإنجليزية)
- سباستيان غوميز على موقع الاتحاد الأوربي (الإنجليزية)
- سباستيان غوميز على موقع قاعدة بيانات كرة القدم.إي يو (الإنجليزية)
- سباستيان غوميز على موقع ناشيونال فوتبول تيمز (الإنجليزية)
- سباستيان غوميز على موقع Soccerway.com (الإنجليزية)
- سباستيان غوميز على موقع عالم كرة القدم.نت (الإنجليزية)